# Acantharctia
Acantharctia is een geslacht van vlinders van de familie van de spinneruilen (Erebidae), van de onderfamilie van de beervlinders (Arctiinae). De wetenschappelijke naam van dit geslacht is voor het eerst voorgesteld door Per Olof Christopher Aurivillius in een publicatie uit 1900. De soorten in dit geslacht komen in tropisch Afrika voor.

## Soorten
- A. ansorgei Rothschild, 1910
- A. atriramosa Hampson, 1907
- A. bivittata (Butler, 1898)
- A. flavicosta (Hampson, 1900)
- A. latifasciata Hampson, 1909
- A. latifusca (Hampson, 1907)
- A. metaleuca Hampson, 1901
- A. mundata (Walker, 1865)
- A. nigrivena Rothschild, 1935
- A. nivea Aurivillius, 1900
- A. tenuifasciata Hampson, 1910
- A. vittata Aurivillius, 1900